# Viliam Hornáček
Viliam Hornáček (ur. 1 listopada 1950 w Bratysławie) – słowacki malarz.
W 1975 roku ukończył studia na Wyższej Szkole Sztuk Pięknych w Bratysławie. 30 marca 1990 r. założył razem z Hvezdoňem Kočtúchem, Milanem Rúfusem, Augustínem Mariánem Húskem i innymi Społeczność Słowackiej Inteligencji KORENE, której został przewodniczącym. Był posłem Rady Narodowej z HZDS w latach 1994–1998. Zajmował stanowisko wiceprzewodniczącego Komisji Edukacji, Nauki i Kultury.

## Twórczość

### Publicystyka
- Viliam Hornáček, Slovenský národ na prelome času, Bratislava: Stála konferencia Slovenskej inteligencie Slovakia plus, 1999, ISBN 978-80-88750-27-7 [dostęp 2024-11-07]. Brak numerów stron w książce